# J-D07
J-D07"enjorno"（ジェイ ディー ゼロナナ エンジョルノ）は、三菱電機が開発した、J-フォン(現ソフトバンク)による第二世代携帯電話端末製品。ここではボーダフォン時代に発売されたV101Dについても述べる。

## 概要
プリペイドサービス「プリカ」と「Pj」に対応した、人気の色のストレート型端末。J-D06よりも小型のボディと液晶を持ち、カメラは非搭載。
V101DはJ-フォンがボーダフォンに変わった後に発売された端末。端末のカラーやロゴマークなどが変更された。
ただし、それ以外はJ-D07と同じなので、Vodafoneモデルの端末で唯一拡張絵文字に対応していない。

## 歴史
- 2003年2月3日：J-フォンがJ-D07"enjorno"の開発を発表
- 2003年2月10日：J-D07"enjorno"発売
- 2003年11月6日：V101D発売